# Ландсвиркьюн
«Ландсвиркьюн» (исл. Landsvirkjun) — национальная компания по производству электроэнергии в Исландии. Компания «Ландсвиркьюн» была основана в 1965 году городом Рейкьявиком при содействии правительства Исландии и финансировании Международного банка реконструкции и развития. Основная деятельность состоит в производстве электроэнергии для нужд тяжёлой промышленности и небольших компаний Исландии, включая другую энергетическую компанию страны — «Оркувеита Рейкьявикур» (исл. Orkuveita Reykjavíkur).
В 2005 году «Ландсвиркьюн» отпраздновала своё 40-летие.
Председателем правления с 14 апреля 2025 года является Бринья Бальдюрсдоуттир (Brynja Baldursdóttir).

## Негенерирующие активы компании
«Ландсвиркьюн» владеет и управляет главной электросетью в Исландии. Все основные линии электропередач продублированы, что позволяет сохранять электроснабжение общественных учреждений и крупных промышленных предприятий в случае аварий (например, обледенений).
В распоряжении «Ландсвиркьюн» имеются также два филиала, каждый из которых оказывает свои услуги:
- «Лэндснет» — оператор главных линий;
- «Фьярски» (исл. Fjarski) — телекоммуникационные услуги для дистанционного управления электростанциями.

## Электростанции
У компании «Ландсвиркьюн» имеются в наличии 11 электростанций, главным образом гидроэлектростанции и паровые электростанции, а также несколько нефтяных электростанций.
| Название электростанции | Оригинальное название | Мощность, МВт |
| ----------------------- | --------------------- | ------------- |
| Бьярнарфлаг             | Bjarnarflag           | 3             |
| Блюндустюд              | Blöndustöð            | 150           |
| Боурфельдсстюд          | Búrfellsstöð          | 273           |
| Храунейяфоссстюд        | Hrauneyjafossstöð     | 210           |
| Крюфлустюд              | Kröflustöð            | 60            |
| Лаксаустюдвар           | Laxárstöðvar          | 28            |
| Сигюлдсустюд            | Sigöldsustöð          | 150           |
| Согсстюдвар             | Sogsstöðvar           | 89            |
| Страумсвиук             | Straumsvík            | 35            |
| Султартангастюд         | Sultartangastöð       | 120           |
| Ватнсфельдсстюд         | Vatnsfellsstöð        | 90            |
| Каурахньюкар            | Kárahnjúkar           | 690           |

Компания владеет крупнейшей электростанцией Исландии, ГЭС «Каурахньюкар» (исл. Kárahnjúkar) мощностью 690 МВт, которая была введена в строй в 2009 году. Официальное название станции, «Каурахньюкавиркьюн» (исл. Kárahnjúkavirkjun), дано в честь двух соседних гор. Назначением этой деривационной ГЭС с напором 600 м является обеспечение электроэнергией алюминиевого завода в городе Рейдарфьордюр. Проект критиковался экологами в связи с значительной площадью водохранилища и из-за осушения русла реки ниже по течению.